# سایرن‌سستر
mayorسایرن‌سسترlongitudeسایرن‌سسترlatitudeسایرن‌سستر
سایرن‌سستر (به انگلیسی: Cirencester) یک شهرک در بریتانیا است که در انگلستان واقع شده‌است.

## خصوصیات
سایرن‌سستر ۱۹٬۰۰۰ نفر جمعیت دارد.

## خواهرخوانده
شهرهای اتسهوهه و سن-ژانی-لاوال خواهرخوانده‌های سایرن‌سستر هستند.